# 点乳冷水花
点乳冷水花（学名：Pilea glaberrima）为荨麻科冷水花属的植物。分布在缅甸、印度尼西亚、印度、锡金、尼泊尔以及中国大陆的广西、广东、贵州、云南等地，生长于海拔500米至1,300米的地区，多生在山谷林下，目前尚未由人工引种栽培。

## 别名
小齿冷水花（云南种子名录）

## 异名
- Pilea goglado Bl.